# Bibliotheca Alexandrina
La Bibliotheca Alexandrina (en àrab: مكتبة الإسكندرية الجديدة - Nova Biblioteca d'Alexandria) és un centre cultural ubicat al barri d'al-Shatibi, a la ciutat d'Alexandria, Egipte. Fou inaugurat oficialment el 16 d'octubre de 2002 i està dirigit per Mustafà al-Feki.

## Història
La biblioteca va ser ideada en honor de la històrica Biblioteca d'Alexandria, creada a inicis del segle iii aC per Ptolemeu I Sòter i que esdevingué un dels principals focus de cultura del món antic malgrat els nombrosos incendis, sabotatges i espolis fins a la seva desaparició total.
Passats diversos segles d'aquests successos, no va ser fins a l'any 1972 quan es va començar a gestar la idea de la creació d'una nova i gran biblioteca que fos de nou un referent i aquest cop, amb la idea de ser més que una col·lecció de llibres, entrant en el món de l'art com el cinema, música, teatre a més de la voluntat de convertir-se en seu de diferents esdeveniments culturals i un punt d'aprenentatge continu, facilitant recursos gratuïts en línia a estudiants i professors. L'ideòleg fou un professor de la Universitat d'Alexandria, Mustafà Al-Abbaddi, qui va iniciar la creació d'un comité per tractar la idea. D'aquestes reunions, en va sortir una proposta en ferm presentada al govern egipci. L'any 1988, sota la presidència de Hosni Mubàrak, es va donar el vistiplau amb un pressupost inicial de 180 milions de dòlars. Els fons per la construcció van arribar de manera majoritària per part de diferents entitats locals i internacionals, com el fons àrab per al desenvolupament econòmic, la UNESCO, el Rotary International, la Comissió Europea o el Banc Mundial entre d'altres. La construcció es va acabar l'any 2001 i un any més tard, es va inaugurar oficialment.
L'any 2003, es va declarar un petit incendi a la quarta planta de l'edifici central, podent ser controlat pels cos de bombers abans que causés cap desperfecte a l'estoc de llibres i demés objectes guardats custodiats dins del recinte.

## Arquitectura
L'obra del recinte cultural de la Bibliotecha Alexandria va ser a càrrec de l'estudi d'arquitectura noruec Snøhetta, d'obres destacades com l'Òpera d'Oslo. Segons l'estudi, el motiu per escollir aquesta estètica trencadora va ser per aconseguir que "el seu sostre inclinat i brillant recordi l'antic far de Alexandria i proporcioni a la ciutat un nou símbol d'aprenentatge i cultura."

### La biblioteca
L'edifici té una forma molt singular i característica, basada en un gran cilindre que neix des del terra fins a arribar als 32 metres d'alçada i zones on arriba als 12 metres per sota del nivell del mar. Des del punt més alt, aquest cilindre apareix segat en diagonal fins a tocar un petit llac artificial que hi ha al darrere. El sostre està compost per una trama d'alumini i plaques de vidre per a il·luminar l'interior.
Les parets exteriors estan recobertes per grans panells de granit extrets del planter ubicada al sud de la ciutat Assuan, prop del llac Nasser, un indret molt reconegut des de temps remots de l'antic Egipte per la qualitat de les seves pedres i sent utilitzades, des de llavors, per la construcció de grans obres. La trama formada per tots aquests panells units arriben a cobrir una àrea de 6500 m². Tenen un acabat rugós i cadascuna d'elles, se li va aplicar una part d'una sèrie de grans gravats que, a manera de trencaclosques, cada panell tenia una part del gravat i un cop units, acabarien per mostrar una sèrie d'inscripcions en 120 llengües diferents, esdevenint un dels seus trets més característics juntament amb la forma cilíndrica esbiaixada.

L'interior es caracteritza per grans espais diàfans trencats per columnes primes. Té un total de 13 plantes i, a més de l'edifici principal, també té diferents construccions dins del recinte com ara un planetari o un centre de convencions, entre d'altres. 

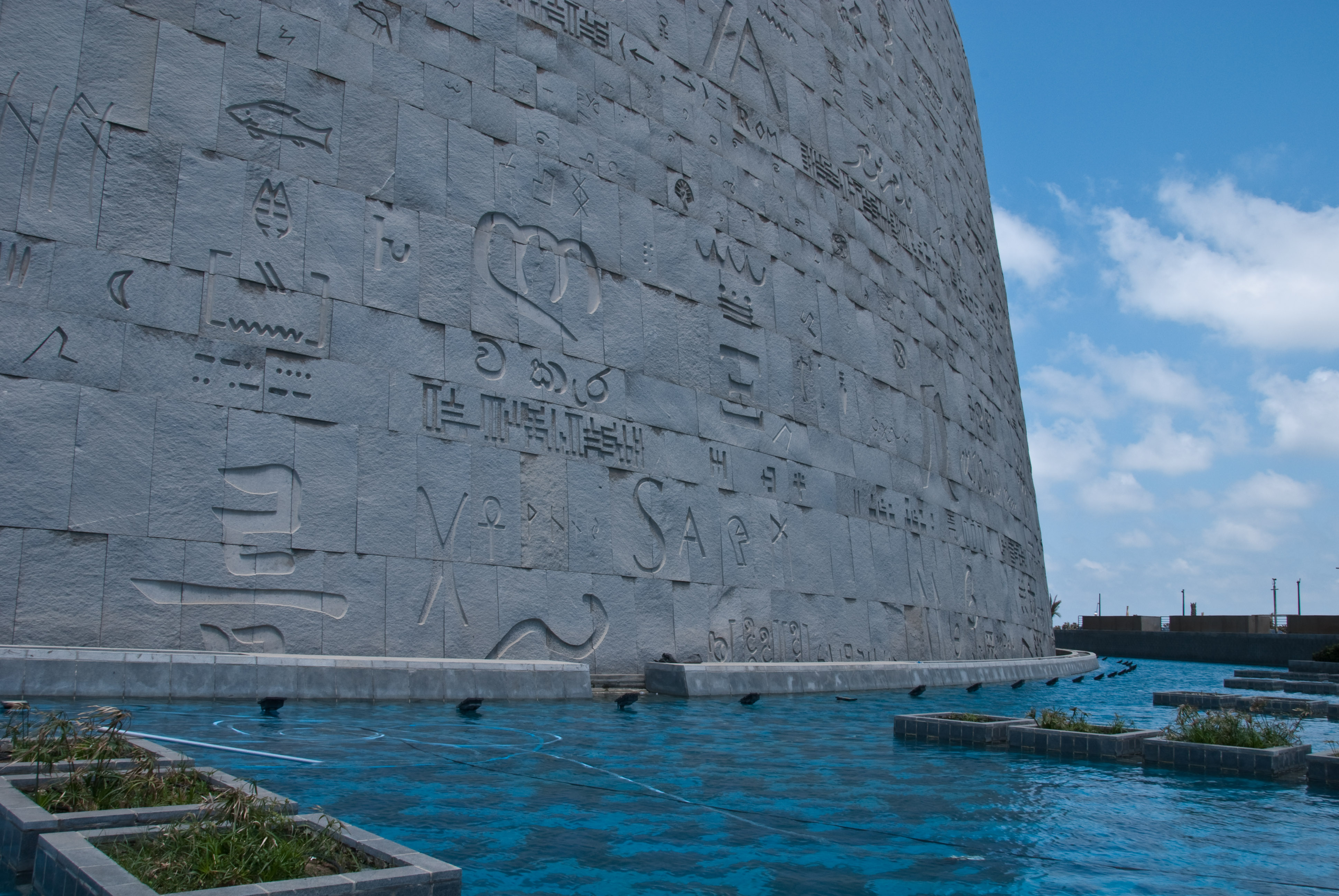
Detall de les inscripcions en 120 llengües a la paret exterior.
Part més alta.
Part més baixa, veient-se l'entramat de vidres i alumini del sostre.
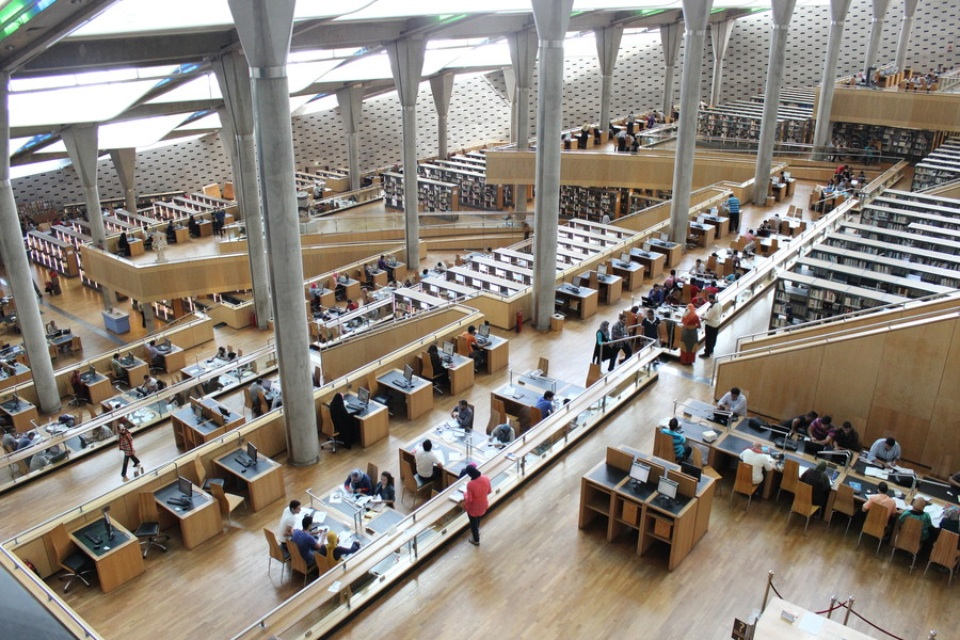
Interior.

### El planetarium
Al sur de l'edifici principal, la biblioteca, està ubicat el planetarium, que forma part del centre de ciència planetària i el museu d'història de la ciència. Aquest disposa d'una llarga passarel·la que l'uneix amb la biblioteca. Aquest annex va ser concebut com un punt per a investigadors que treballessin en la difusió del coneixement científic, incloent una sala d'exposicions situada al costat del planetari on els visitants poden debatre diversos temes científics, des de la física a l'astronomia.

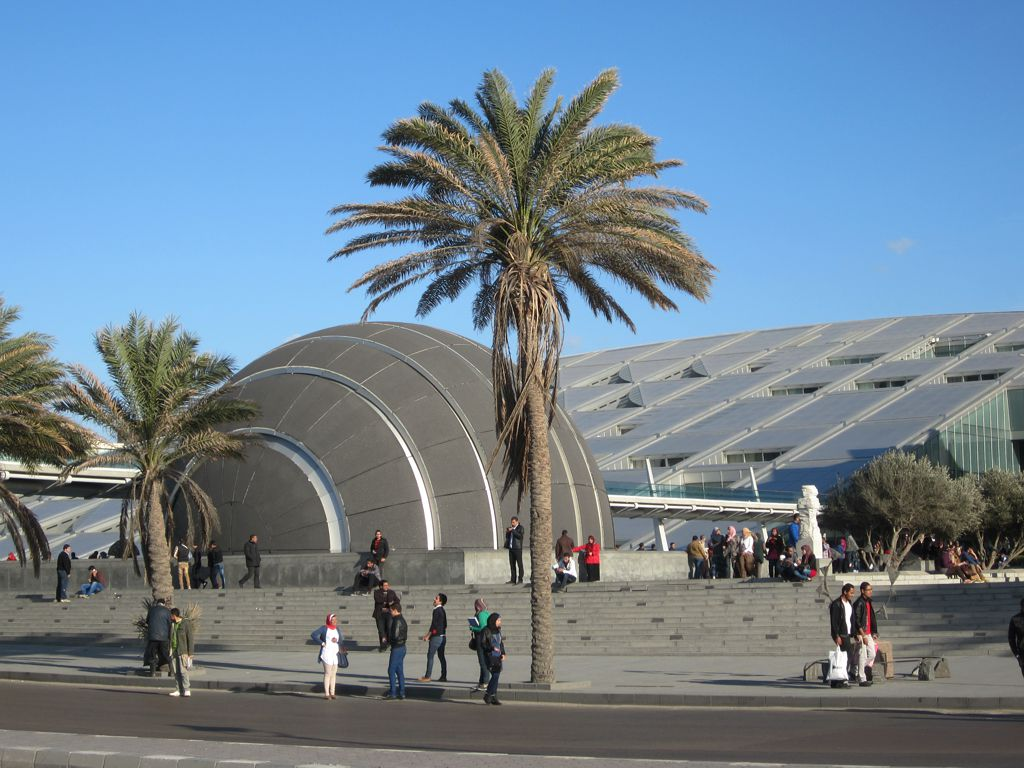
Vista de dia.
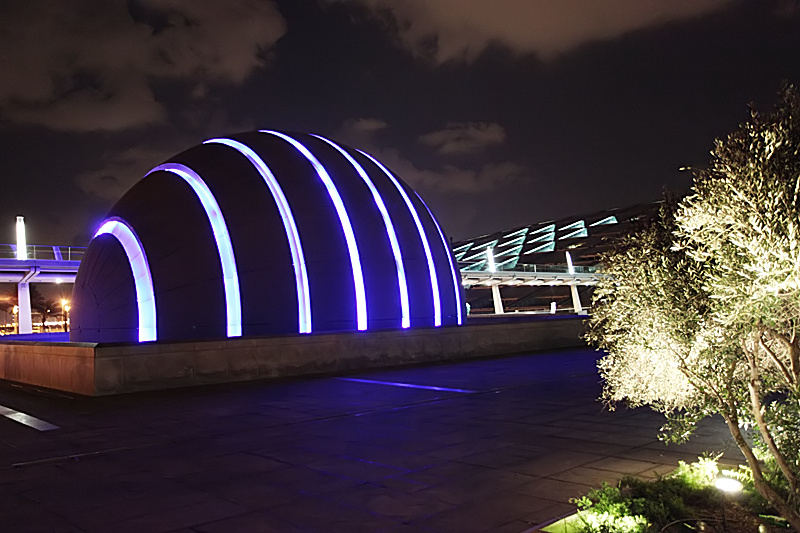
Vista de nit.

### Escultures
El recinte cultural de la Bibliotheca Alexandria posseeix diverses escultures entre les quals destaquen:
- Les Veles, ubicada al sud-est de l'edifici principal. L'obra va ser creada per polifacètic escultor egipci Fathi Mahmoud l'any 1962 inicialment exposada en un indret diferent fins a la inauguració del la biblioteca. L'obra està composta per diverses figures blanques: una sèrie de formes punxegudes, que representen diverses veles d'una nau, un brau, que representa el déu del mar Posidó que abraça una sirena, batejada amb el nom «Sea Bride» (la núvia del mar). L'obra evoca un antic mite sobre la creació d'Alexandria i la vegada, mostra l'herència grega. L'estàtua ha estat en algunes ocasions centre de polèmica per part dels partits més conservadors al mostrar una figura femenina nua i sabotejada amb pintura alguna vegada.[9]
- Estàtua de Ptolemeu II Filadelf, ubicada a l'entrada de la biblioteca. Es tracta d'una obra colossal històrica subjectada per una viga. Li manca l'avantbraç esquerra i el nas.
- Bust d'Alexandre el Gran, ubicat sobre una pilastra al sud-est de l'edifici principal, entre el planetari i el centre de conferències.

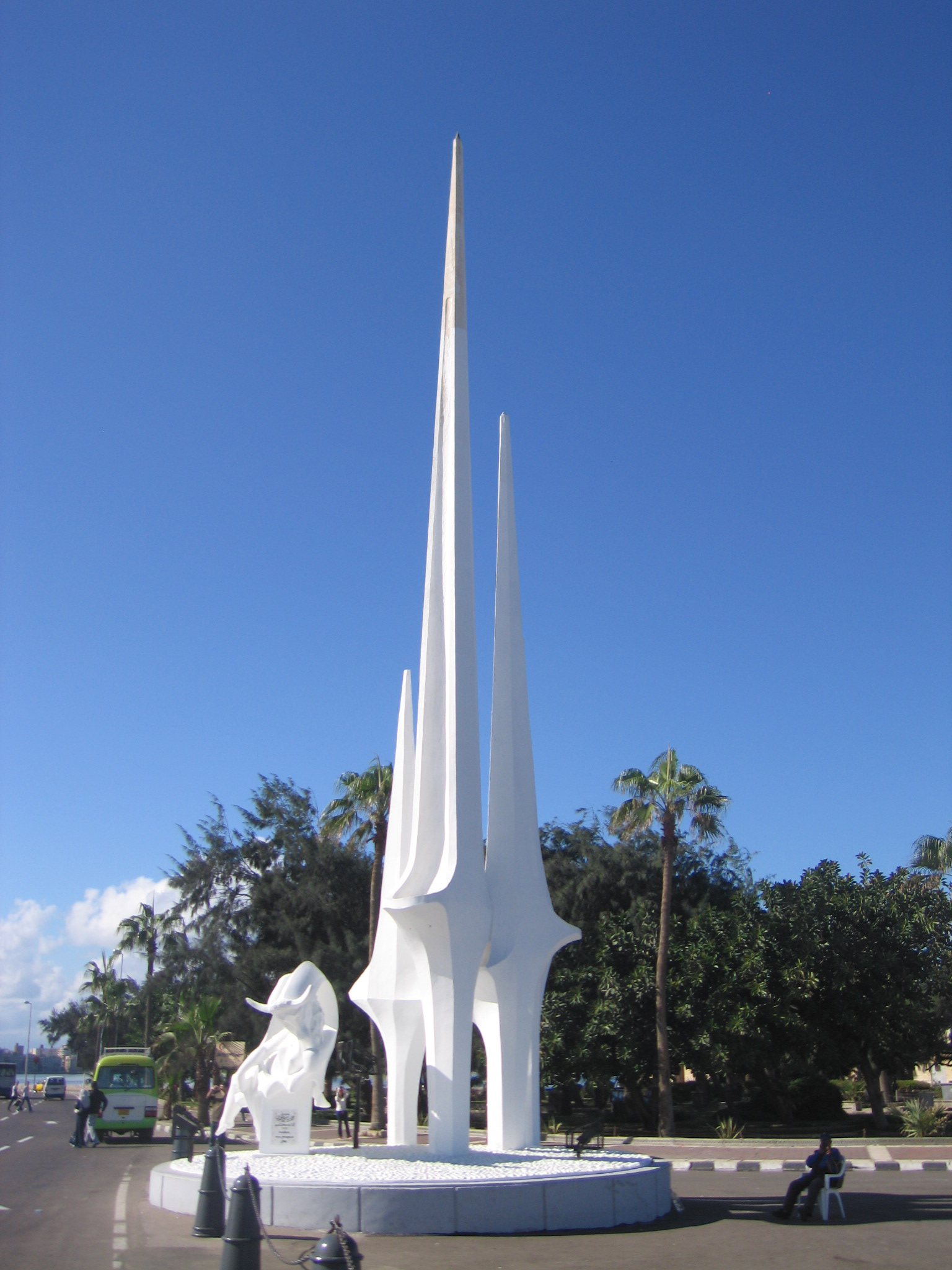
Les Veles. A l'esquerra, es veu la figura del brau i a la dreta, les diferents veles de la nau.
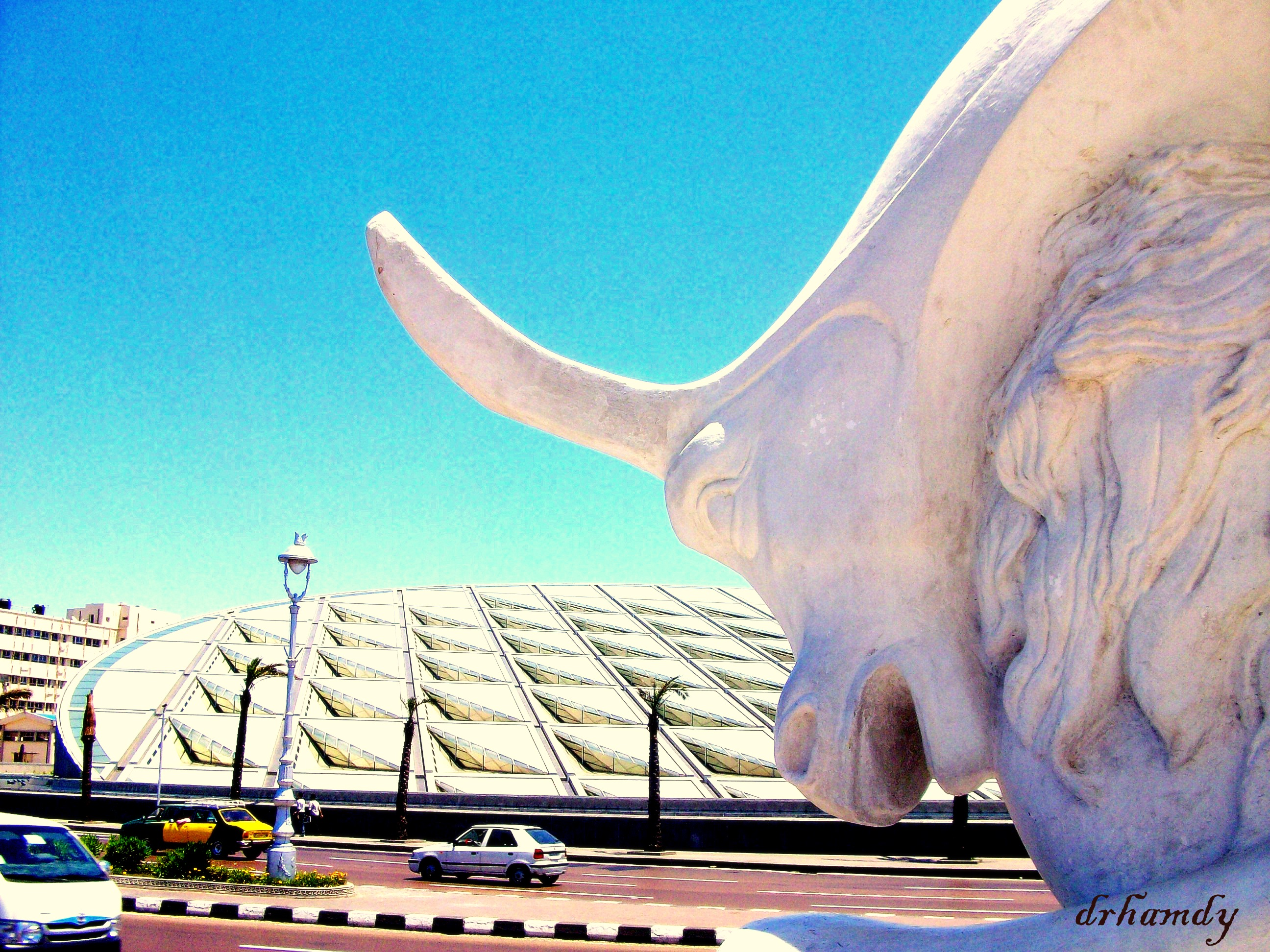
Les veles. Detall del brau.
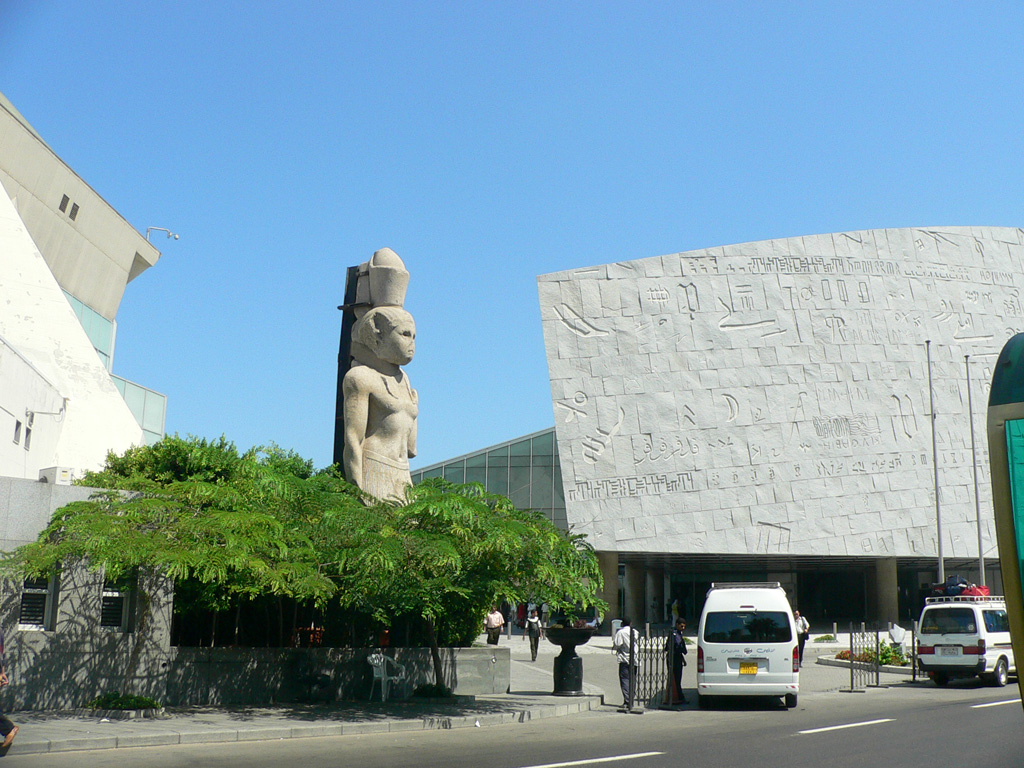
Estàtua de Ptolemeu II Filadelf.
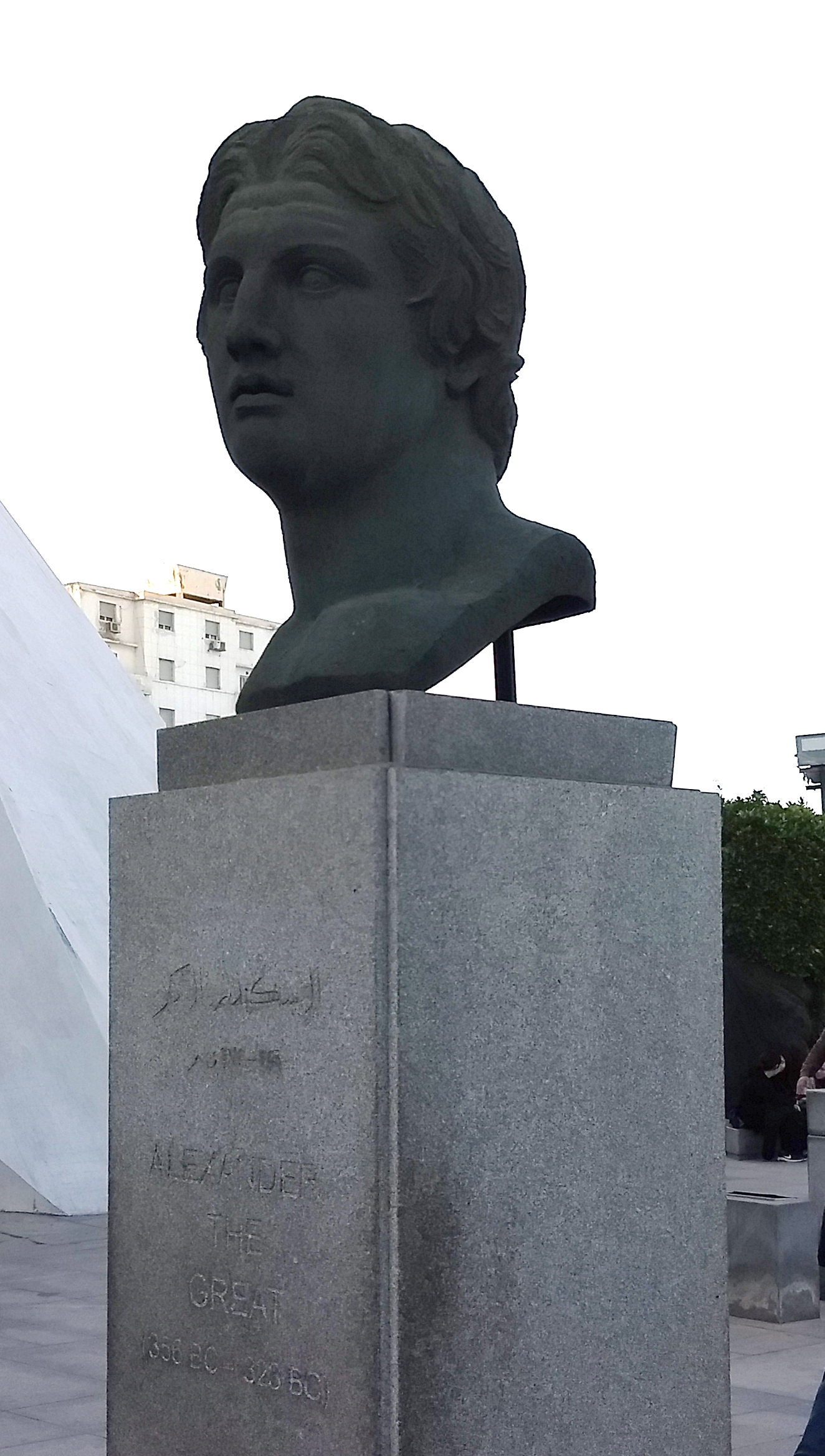
Bust d'Alexandre el Gran.

## Contingut
La biblioteca consta de:
- Més de 50.000 mapes.
- Més de 100.000 manuscrits.
- Més de 250.000 documents d'àudio i vídeo.

## Serveis

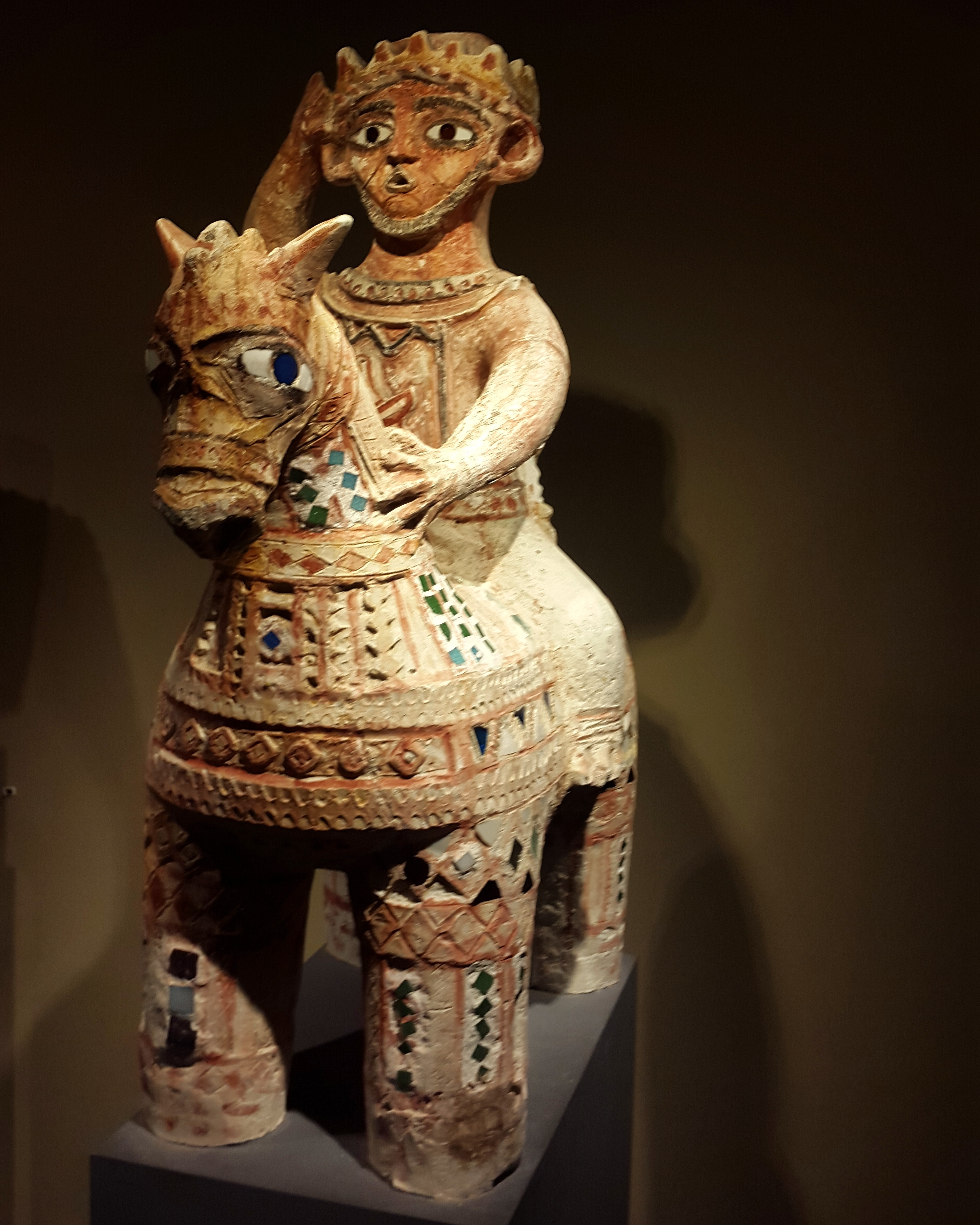
Escultura d'un cavaller, exposada al museu d'antiguitats.

La missió de la Bibliotheca Alexandrina és ser un centre d'excel·lència en la producció i difusió del coneixement i un espai de diàleg, aprenentatge i enteniment entre cultures i pobles.
La Biblioteca d'Alexandria ofereix diverses activitats complementàries, com fires del llibre, presentacions de llibres, cerimònies, cinema, concursos, concerts, conferències, cursos educatius, exposicions, festivals, fòrums, trobades, representacions, activitats de lectura, taules rodones, seminaris, espectacles, teatre, cursos de formació, videoconferències i tallers per a adults, infants, joves i la comunitat acadèmica.
Alguns dels espais i exposicions que conté són:

### Biblioteca principal
La Biblioteca principal pot albergar fins a 8 milions de llibres (2016).

### Biblioteques especialitzades
- Biblioteca d'Arts i Multimèdia
- Biblioteca Taha Hussein per a discapacitats visuals: La Biblioteca Taha Hussein conté material per a cecs i persones amb discapacitat visual, utilitzant un programari especial que els permet llegir llibres i revistes. Porta el nom de Taha Hussein, professor egipci d'àrab i crític literari, una de les principals figures del Renaixement Àrab (Nahda) en literatura, que va quedar cec als tres anys.[14]
- Biblioteca Infantil
- Biblioteca Juvenil
- Biblioteca de Microfitxes
- Biblioteca de llibres rars i col·leccions especials[15]

### Una còpia de l'Internet Archive
La biblioteca ofereix accés a llibres impresos sota demanda a través de l’Espresso Book Machine. Inclou:
- E-learning Platform, plataforma en línia en àrab, anglès i francés que dona accés i promociona l'autoaprenentatge amb recursos en línia de lliure accés, tant de forma presencial a la mateixa biblioteca, com a estudiants d'arreu del món, incloent:[17]
  - Més de 210.000 de llibres electrònics.
  - Més de 70.000 de diaris electrònics.
  - Més d'1.800.000 de tesis doctorals.
  - Curs sobre la civilització a l'Antiga Egipte.
  - Curs sobre les contribucions de la civilització islàmica.
  - Curs sobre l'escriptura a Egipte.

### Secció Nobel
Conté col·leccions de llibres dels guardonats amb el Premi Nobel de Literatura des de 1901 fins a l'actualitat. La Secció Nobel va ser inaugurada per la Reina Sílvia de Suècia i la Reina Sonja de Noruega el 24 d'abril de 2002.

### Institucions internacionals
- Oficina Regional Àrab de l'Acadèmia de Ciències per al Món en Desenvolupament
- Oficina Regional de la Federació Internacional d'Associacions de Bibliotecaris i Biblioteques
- Secretaria de les Comissions Nacionals Àrabs de la UNESCO[20]

## Museus
El centre realitza exposicions i mostres temporals, així com disposa de diversos petits museus permanents com:
- Museu d'antiguitats: Creat l'any 2001, el Museu d'Antiguitats de la Bibliotheca Alexandrina és el primer museu arqueològic situat dins d'una biblioteca.[21]

Els principals objectius del museu són promoure la recerca, la creativitat i la consciència cultural. Amb aproximadament 1.316 objectes, la col·lecció del Museu d'Antiguitats ofereix una visió de la història egípcia des de l'època faraònica fins a la conquesta d'Alexandre el Gran, passant per les civilitzacions romanes abans de l'arribada de l'Islam a Egipte. La col·lecció inclou antiguitats subaquàtiques procedents del fons marí del Mediterrani, a prop del Port Oriental i de la Badia d'Abukir. El museu ofereix descripcions dels objectes en tres idiomes: anglès, àrab i francès.
- Museu d'història de la ciència.
- Museu Sadat. Aquest museu conté nombrosos objectes personals del president egipci Anwar el-Sadat. Les col·leccions inclouen alguns dels seus vestits militars, la seva medalla del Premi Nobel, el seu exemplar de l'Alcorà, algunes de les seves cartes manuscrites, fotografies seves i de la seva família, i l'uniforme militar tacat de sang que duia el dia del seu assassinat. El museu també conté una gravació amb la seva veu recitant part de l'Alcorà i diversos articles de premsa escrits sobre ell.[23]
- Museu de Manuscrits: posa a disposició de visitants i investigadors manuscrits i llibres rars. Creat l’any 2001, el Museu de Manuscrits conté la col·lecció més gran de manuscrits digitals del món[24] i és una institució acadèmica afiliada a la Biblioteca d’Alexandria. Els objectius declarats del museu són preservar el patrimoni i fomentar la formació de professionals en la conservació i restauració de manuscrits.[25]El  Museu de Manuscrits funciona conjuntament amb el Centre de Manuscrits, que proporciona accés digital a més de 6.000 llibres rars, mapes i documents de la col·lecció del museu.[26]

El museu alberga tres seccions principals:
- - Col·leccions Rares: Aquesta secció inclou peces úniques de la Bibliotheca Alexandrina, com manuscrits originals, llibres antics impresos, mapes i monedes històriques.[27]
  - Microfilms: Aquesta secció inclou microfilms d’uns 30.000 manuscrits rars i 50.000 documents, així com una col·lecció de la British Library amb aproximadament 14.000 manuscrits àrabs, perses i turcs, considerada la més gran d’Europa. A més, els visitants poden accedir a un extens arxiu de diaris nacionals i àrabs.
  - Exposició Museogràfica: Aquesta secció es divideix en la Galeria d’Exposicions i l’Exposició Itinerant. La Galeria d’Exposicions presenta publicacions electròniques del Centre de Manuscrits i una selecció de manuscrits digitals.
- Altres centres culturals.
  - Centre d'arts. Espai cultural dedicat a la música, teatre i cinema.
  - Centre de ciència planetària. Espai cultural dedicat a l'estudi i difusió de l'astronomia.

## Recepció
La biblioteca té una afluència d'1,5 milions de persones anualment entre totes les seves seccions. També és el lloc on s'acull la Fira Internacional del Llibre d'Alexandria.

## Crítiques
La polèmica va començar quan es va sol·licitar el finançament per al projecte, durant la dècada de 1990. Primer va ser el president dels Emirats Àrabs Units qui va concedir una suma considerable (20 milions de dòlars), seguit de Saddam Hussein (21 milions), tots dos líders de països totalitaris: el primer, pro-talibans, i el segon, disposat a envair Kuwait.
A més, el projecte de la Bibliotheca es va estimar inicialment en 65 milions de dòlars, però finalment el cost total va superar els 250 milions de dòlars, més del triple del seu preu inicial.
Aziz Abid, corresponsal del projecte a la UNESCO, temia que els costos es disparessin i, sobretot, que s'esgotessin els recursos locals en una ciutat llegendària, però amb una realitat molt diferent. Els costos recurrents anuals es van estimar en 30 milions de dòlars (salaris i adquisicions), un luxe que la comunitat no es podia permetre, atès que la major part de la població era pobra i analfabeta, cosa que, en última instància, reservava la biblioteca per a les classes benestants.
Com va informar Chris Lakeman, alguns van assenyalar que aquests diners s'haurien pogut invertir en biblioteques ja existents o fins i tot en projectes socials.
Degut a tot això, molts afirmen que la biblioteca és un elefant blanc, un projecte amb poc valor pràctic que serveix més aviat com un exercici de vanitat per al govern egipci. A més, hi ha temors que la censura pugui afectar la col·lecció de la biblioteca.
L'arquitectura de l'edifici (que imita un sol naixent) va generar controvèrsia entre aquells que consideraven que s'estava gastant massa diners en la construcció en lloc de destinar-los a la col·lecció de la biblioteca. A causa de la manca de fons disponibles, el 2002 la biblioteca només comptava amb 500.000 llibres. No obstant això, el 2010, la Bibliothèque nationale de France li va donar 500.000 llibres addicionals. La biblioteca depèn de donacions per adquirir llibres per a les seves col·leccions.